# Kwun Tong Line (métro de Hong Kong)
La ligne Kwun Tong  est une ligne du métro de Hong Kong. Elle traverse 17 stations de métro différentes.

## Situation sur le réseau

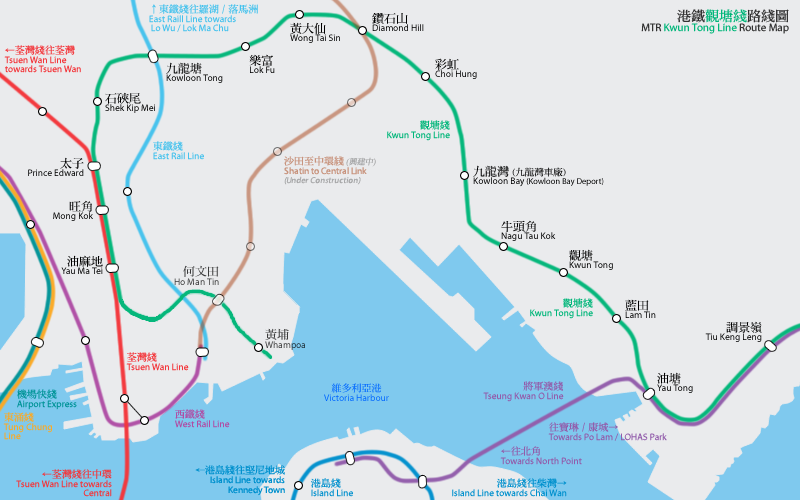
Carte de la ligne